# Уайт-Маунтинс (Аризона)

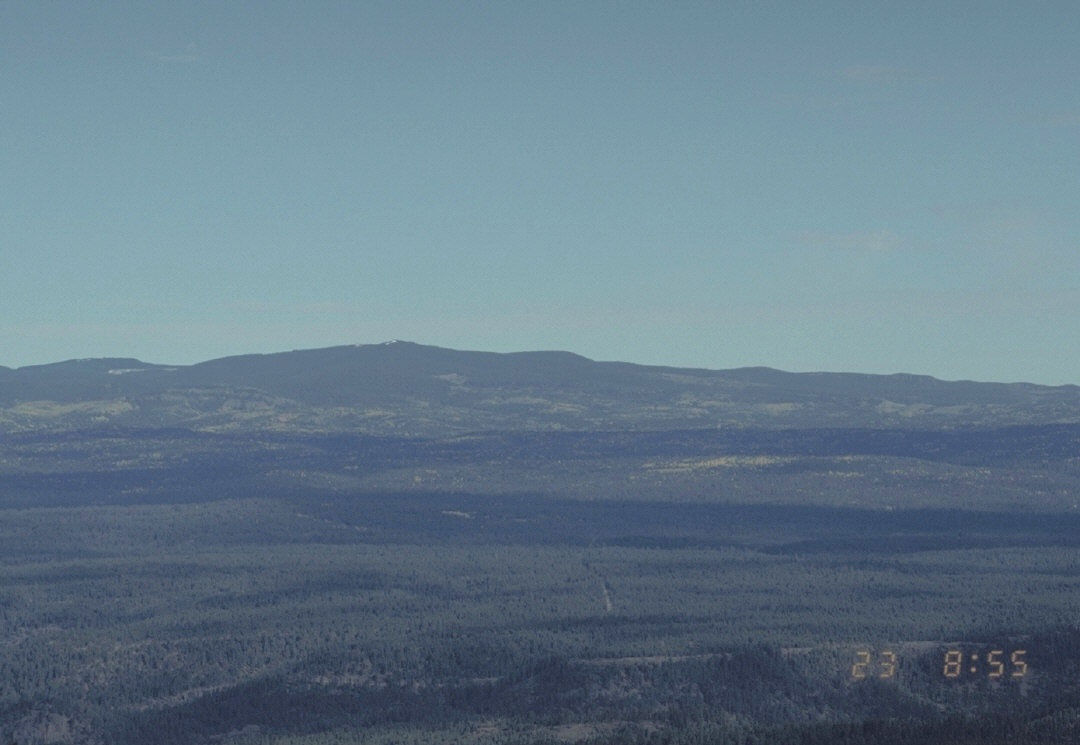
Гора Болди

Уайт-Маунтинс (англ. White Mountains) — горный хребет и горный район в восточной части штата Аризона, недалеко от границы с Нью-Мексико. Является частью плато Колорадо. Высочайшая точка хребта — гора Болди, высота которой составляет 3475 м. Вершина Болди лежит выше границы леса и практически лишена растительности. Основные реки района хребта включают верховья и притоки реки Солт (на юге), а также реки Литл-Колорадо (на севере). Имеется несколько небольших озёр.
Большая часть хребта находится на территории индейской резервации Форт-Апачи. Населённые пункты в районе Уайт-Маунтинс включают: Шоу-Лоу, Пайнтоп-Лейксайд, Грир, Спрингервиль, Игар и Макнери.